# Verbivka, Rujîn
Verbivka (în ucraineană Вербівка) este localitatea de reședință a comunei Verbivka din raionul Rujîn, regiunea Jîtomîr, Ucraina.

## Demografie
Componența lingvistică a localității Verbivka
     Ucraineană (100%)
Conform recensământului din 2001, toată populația localității Verbivka era vorbitoare de ucraineană (100%).